# Mycetoma ussuriense
Mycetoma ussuriense là một loài bọ cánh cứng trong họ Tetratomidae. Loài này được Nikitsky miêu tả khoa học đầu tiên năm 1985.